# 17 ربيع الآخر
- السبت
- الأحد
- الاثنين
- الثلاثاء
- الأربعاء
- الخميس
- الجمعة

- 2528 سبتمبر 2024
- 2629 سبتمبر 2024
- 2730 سبتمبر 2024
- 281 أكتوبر 2024
- 292 أكتوبر 2024
- 303 أكتوبر 2024
- 14 أكتوبر 2024
- 25 أكتوبر 2024
- 36 أكتوبر 2024
- 47 أكتوبر 2024
- 58 أكتوبر 2024
- 69 أكتوبر 2024
- 710 أكتوبر 2024
- 811 أكتوبر 2024
- 912 أكتوبر 2024
- 1013 أكتوبر 2024
- 1114 أكتوبر 2024
- 1215 أكتوبر 2024
- 1316 أكتوبر 2024
- 1417 أكتوبر 2024
- 1518 أكتوبر 2024
- 1619 أكتوبر 2024
- 1720 أكتوبر 2024
- 1821 أكتوبر 2024
- 1922 أكتوبر 2024
- 2023 أكتوبر 2024
- 2124 أكتوبر 2024
- 2225 أكتوبر 2024
- 2326 أكتوبر 2024
- 2427 أكتوبر 2024
- 2528 أكتوبر 2024
- 2629 أكتوبر 2024
- 2730 أكتوبر 2024
- 2831 أكتوبر 2024
- 291 نوفمبر 2024
- 302 نوفمبر 2024
- 13 نوفمبر 2024
- 24 نوفمبر 2024
- 35 نوفمبر 2024
- 46 نوفمبر 2024
- 57 نوفمبر 2024
- 68 نوفمبر 2024

17 ربيع الآخر أو 17 ربيع الثاني أو يوم 17 \ 4 (اليوم السابع عشر من الشهر الرابع) هو اليوم السادس بعد المائة (106) من أيَّام السنة (أو السابع بعد المائة لو كان شهر صفر مُتممًا لليوم الثلاثين) وفق التقويم الهجري القمري (العربي). يبقى بعده 248 أو 249 يومًا لانتهاء السنة.

## أحداث
- 950هـ - الأسطول العثماني بقيادة خير الدين بربروس يستولي على صقلية وبعض السواحل الإيطالية ويدمر استحكاماتها، ثم يستولي على ميناء «أوستيا» الواقع على نهر تيبر الذي يبعد 15 كم عن مدينة روما مقر البابوية الكاثوليكية.
- 1110هـ - الأسطول العثماني ينتصر على الأسطول البندقي في معركة بحرية جنوب جزيرة ميديلي في البحر المتوسط، أسفرت عن مقتل 2500 بندقي.
- 1222هـ - نشوب ثورة داخل الدولة العثمانية عرفت بثورة «قباقجي»، وكانت ضد حركة الإصلاحات التي أدخلها السلطان سليم الثالث، وانتهت الثورة بعزله، وتنصيب مصطفى الرابع مكانه.
- 1370هـ - البرلمان الإيراني يعلن تأميم صناعة النفط في إيران بناء على اقتراح رئيس الوزراء محمد مصدق، لكن تدخل الولايات المتحدة في هذه الأزمة، جعلت مصدق يترك الوزارة، ويحكم عليه بالسجن 3 سنوات بتهمة الخيانة، ثم فرضت عليه الإقامة الجبرية.
- 1393هـ -
  - التوقف عن تداول ريال قطر ودبي في كل من الإمارتين.
  - تأسيس مصرف الإمارات العربية المتحدة المركزي تحت مسمى «مجلس النقد».
- 1408هـ - شاحنة إسرائيلية تدهس سيارة يركبها عمال فلسطينيون من جباليا متوقفة في محطة وقود، مما أودى بحياة أربعة أشخاص وجرح آخرين، وأدت الحادثة لاندلاع الانتفاضة الفلسطينية الأولى.
- 1409هـ - الولايات المتحدة ترفض منح ياسر عرفات تأشيرة دخول لإلقاء خطاب في مقر الأمم المتحدة.
- 1411هـ - اغتيال مائير كاهانا مؤسس «حركة كاخ» اليمينية المتطرفة على يد السيد نصير.
- 1417هـ -
  - أمين عام مجلس الأمن الروسي ألكسندر ليبيد يعلن التواصل إلى اتفاق ينهي الحرب في الشيشان ويؤجل حسم مسألة وضع الجمهورية القوقازية إلى بعد 5 سنوات.
  - تأسيس حركة التوحيد والإصلاح المغربية.
- 1419هـ - سلطان بروناي حسن البلقيه يصدر أمرًا سلطانيًا بتعيين نجله المهتدي بالله البلقيه وليًا للعهد.
- 1420هـ - تنصيب ملك المغرب محمد السادس على العرش رسميًا.
- 1431هـ - أحزاب المعارضة السودانية الرئيسية تنسحب من الانتخابات الرئاسية.
- 1436هـ - الحوثيون يصدرون إعلانًا دستوريًا لحل البرلمان وتشكيل مجلس رئاسي، بعد الانقلاب الذي قاموا به في اليمن.
- 1439هـ - اللاعب المصري محمد صلاح يفوز بجائزة أفضل لاعب أفريقي خلال العام 2017 ضمن حفل توزيع جوائز الكاف.

## مواليد
- 1205هـ - جان فرانسوا شامبليون، عالم فرنسي قام بفك رموز الهيروغليفية.
- 1331هـ - محمد حامد أبو النصر، المرشد الرابع لجماعة الإخوان المسلمون.
- 1352هـ - أبو بكر عزت، ممثل مصري.
- 1367هـ سامية خضر صالح، عالمة اجتماع وكاتبة وأكاديمية مصرية.
- 1372هـ - جورجينا رزق، ملكة جمال لبنان والكون.
- 1390هـ - جبران باسيل، سياسي لبناني.
- 1400هـ - عمر برافو، لاعب كرة قدم مكسيكي.

## وفيات
- 377هـ - أبو علي الفارسي، عالم لغة عربية.
- 1320هـ - أحمد بن محيي الدين الجزائري، عالم مسلم ومتصوف عثماني جزائري.
- 1334هـ - محمد علي النخجواني، فقيه مسلم أذربيجاني - عراقي.
- 1390هـ - أحمد سوكارنو، رئيس إندونيسيا.
- 1409هـ -
  - توفيق الدقن، ممثل مصري.
  - محمد بن عبد العزيز آل سعود، رئيس مجلس العائلة المالكة السعودية.
- 1411هـ - مائير كاهانا، مؤسس «حركة كاخ» اليمينية المتطرفة.
- 1423هـ - محرم فؤاد، مطرب مصري.
- 1440هـ - محمود الهاشمي الشاهرودي سياسي ومرجع شيعي إيراني.

## وصلات خارجية
- موقع قصة الإسلام: حدث في شهر ربيع الأوَّل.